# Heterosexualitat
L'heterosexualitat és la relació sexual o romàntica entre dos individus de diferent sexe biològic. L'ús del terme també pot afectar la identitat personal o a la història personal predominant de pràctiques sexuals. L'adjectiu "heterosexual" fa referència a una relació sexual entre dues persones de diferent sexe (un home i una dona), encara que cap d'ells no les executi de manera exclusiva. És a dir, una persona pot identificar-se a si mateixa com a heterosexual, encara que tingui relacions homosexuals ocasionals i no vulgui identificar-se com a bisexual.
Els científics no coneixen la causa exacta de l'orientació sexual, però teoritzen que és causada per una complexa interacció d'influències genètiques, hormonals i ambientals, i no ho veuen com una opció. Encara que cap teoria sobre la causa de l'orientació sexual encara no ha obtingut un suport generalitzat, els científics afavoreixen les teories biològiques. Hi ha molta més evidència que recolza causes biològiques d'orientació sexual que no pas socials, especialment per als homes.
El terme heterosexual o heterosexualitat s'aplica generalment als humans, però el comportament heterosexual s'observa en tots els altres mamífers i en altres animals.

## Etimologia
La paraula es deriva del grec ἕτερος (héteros) que significa 'diferent' i de l'arrel llatina sex-. El terme va ser encunyat per Karl Maria Kertbeny el 1868, publicat per primera vegada el 1869, en oposició al terme homosexual. Els termes no estaven en ús a finals del segle xix, però van ser reintroduïts per Richard von Krafft-Ebing i Albert Moll cap al 1890. El substantiu va entrar en un ús més ampli des de principis de la dècada de 1920, però no va entrar en l'ús comú fins als anys seixanta. L'escurçament col·loquial "hetero" està documentat des de 1933. El substantiu abstracte "heterosexualitat" es registra per primera vegada l'any 1900.

## Estudis acadèmics

### Biologia i ambient
No s'ha demostrat de manera concloent cap determinant simple i singular de l'orientació sexual, però els científics creuen que una combinació de factors genètics, hormonals i ambientals determina l'orientació sexual. Afavoreixen les teories biològiques per explicar les causes de l'orientació sexual, ja que hi ha considerablement més evidència que recolzen les causes no socials, biològiques que les causes socials, especialment per als homes.
Els factors relacionats amb el desenvolupament d'una orientació heterosexual inclouen els gens, les hormones prenatals i l'estructura del cervell i la seva interacció amb l'entorn.

#### Hormones prenatals
La neurobiologia de la masculinització del cervell s'entén força bé. L'estradiol i la testosterona, que és catalitzada per l'enzim 5-alfa-reductasa en dihidrotestosterona, actuen sobre els receptor androgènics del cervell per masculinitzar-lo. Si hi ha pocs receptor androgènics (persones amb síndrome d’insensibilitat androgènica) o massa andrògens (dones amb hiperplàsia suprarenal congènita), hi pot haver efectes físics i psicològics. S'ha suggerit que tant l'heterosexualitat masculina com femenina són els resultats d'aquest procés. En aquests estudis, l'heterosexualitat en les dones està relacionada amb una menor quantitat de masculinització que la que es troba en les dones lesbianes, tot i que quan es tracta de l'heterosexualitat masculina hi ha resultats que donen suport a graus més alts i més baixos de masculinització que els homes homosexuals.

#### Animals i reproducció
La reproducció sexual al món animal es facilita mitjançant l'activitat sexual del sexe oposat, encara que també hi ha animals que es reprodueixen asexualment, inclosos els protozous i els invertebrats inferiors.
La reproducció sexuual no requereix una orientació heterosexual, ja que l'orientació sexual normalment es refereix a un patró durador a llarg termini d'atracció sexual i emocional que sovint condueix a vincles socials a llarg termini, mentre que la reproducció requereix tan sols un sol acte de copulació per fertilitzar l'òvul per esperma.

### Flux sexual
Sovint, l'orientació sexual i la identitat amb l'orientació sexual no es distingeixen, la qual cosa pot afectar l'avaluació precisa de la identitat sexual i la qüestió de si l'orientació sexual pot canviar; la identitat amb l'orientació sexual pot variar al llarg de la vida d'una persona i pot coincidir o no amb el sexe biològic, el comportament sexual o l'orientació sexual real.

### Esforços per canviar l'orientació sexual
Els esforços per canviar l'orientació sexual són mètodes dirigits a canviar l'orientació sexual, utilitzats per convertir persones homosexuals i bisexuals en heterosexuals. Els científics i els professionals de la salut mental generalment no creuen que l'orientació sexual sigui una elecció. No hi ha estudis amb suficient rigor científic que hagin conclòs sobre l'eficàcia dels esforços per canviar l'orientació sexual.

## Societat i cultura
Una parella heterosexual, un home i una dona amb una relació íntima, formen el nucli d'una família nuclear.
Moltes societats al llarg de la història han insistit que un matrimoni es produeix abans que la parella s'estableixi, però l'aplicació d'aquesta regla o el seu compliment ha variat considerablement.

### Simbolisme

Un símbol d'heterosexualitat.

El simbolisme heterosexual es remunta als primers artefactes de la humanitat, amb símbols de gènere, talles rituals de fertilitat i art primitiu. Això es va expressar més tard en el simbolisme dels ritus de fertilitat i el culte politeista, que sovint incloïa imatges d'òrgans reproductors humans, com ara lingam en l'hinduisme. Els símbols moderns de l'heterosexualitat a les societats derivades de les tradicions europees encara fan referència als símbols utilitzats en aquestes creences antigues. Una d'aquestes imatges és una combinació del símbol de Mart, el déu romà de la guerra, com a símbol masculí definitiu de la masculinitat, i Venus, la deessa romana de l'amor i la bellesa, com a símbol femení definitiu de la feminitat. El caràcter unicode d'aquest símbol combinat és ⚤ (U+26A4).

### Punts de vista històrics
No hi havia necessitat d'encunyar un terme com "heterosexual" fins que no hi hagués alguna cosa més per contrastar-lo i comparar-lo. Jonathan Ned Katz data la definició d'heterosexualitat, tal com s'utilitza avui, a finals del segle xix. Segons Katz, a l'era victoriana, el sexe era vist com un mitjà per aconseguir la reproducció, i les relacions entre els sexes no es creia que fossin obertament sexuals. El cos es veia com una eina per a la procreació: «L'energia humana, pensada com un sistema tancat i severament limitat, s'havia d'utilitzar en la producció de fills i en el treball, no malbaratar-se en plaers libidinosos».
Katz argumenta que les idees modernes de sexualitat i erotisme van començar a desenvolupar-se a Amèrica i Alemanya a finals del segle xix. L'economia canviant i la «transformació de la família de productor a consumidor» van donar lloc a un canvi de valors. L'ètica del treball victoriana havia canviat, el plaer es va valorar més i això va permetre que les idees de la sexualitat humana canviessin. La cultura de consum havia creat un mercat per a l'eròtic, el plaer es va mercantilitzar. Al mateix temps, els metges van començar a adquirir més poder i influència. Van desenvolupar el model mèdic de «l'amor normal», en el qual homes i dones sans gaudien del sexe com a part d'un «nou ideal de relacions home-dona que incloïa... un erotisme essencial, necessari i normal». Aquest model també tenia un homòleg, «el pervertit del sexe victorià», qualsevol persona que no compleixi la norma. L'oposició bàsica dels sexes va ser la base de l'atracció sexual normal i saludable. «L'atenció prestada a l'anormal sexual va crear la necessitat d'anomenar la normalitat sexual, per distingir millor la ventatge entre aquesta i la desviació.» La creació del terme heterosexual va consolidar l'existència social de l'experiència heterosexual preexistent i va crear en ella una sensació de normalitat assegurada i validada.

### Visions religioses

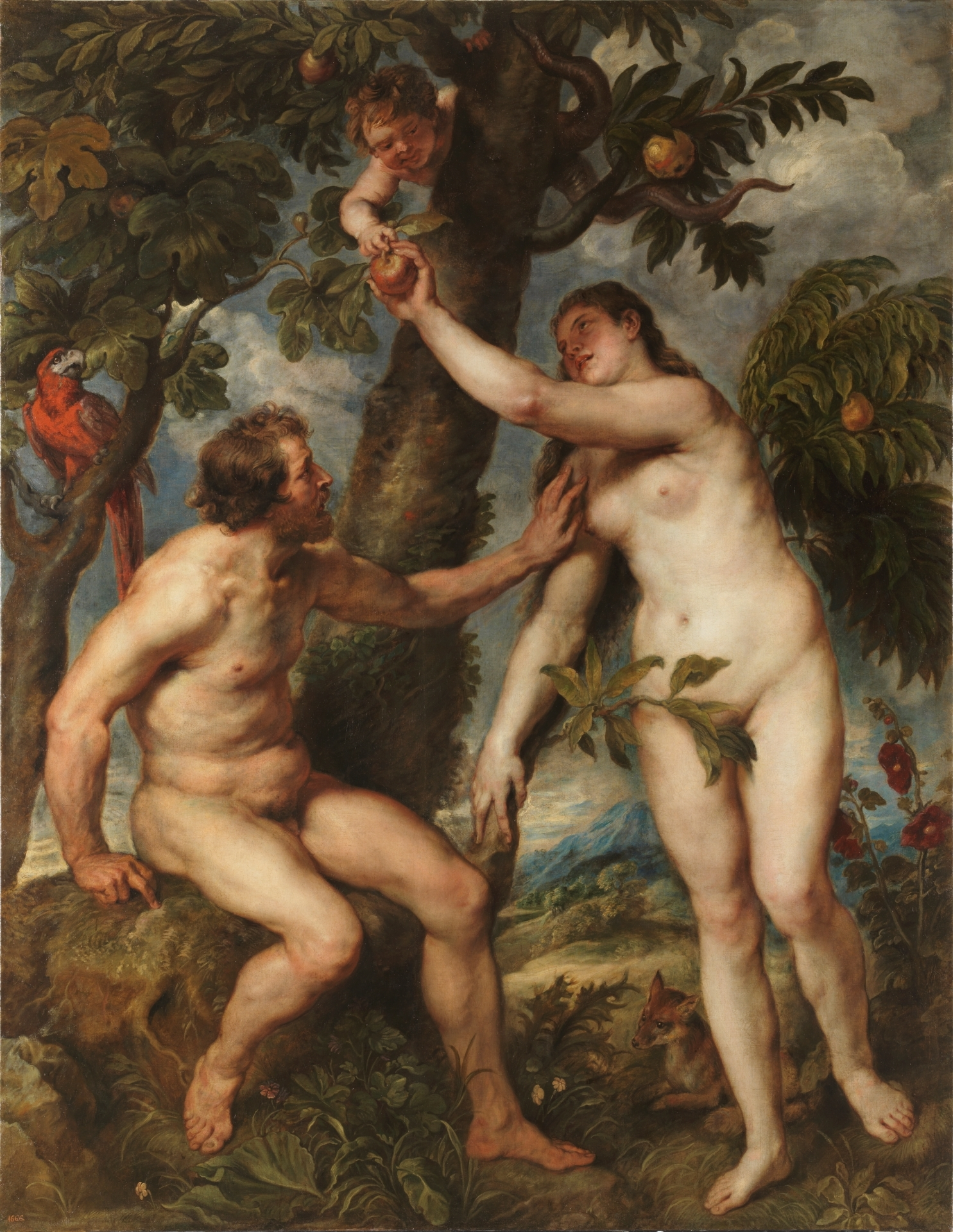
Segons el mite de la creació de les religions abrahàmiques, Adam i Eva són la primera parella humana i els avantpassats de tota la humanitat.

La tradició judeocristiana té diverses escriptures relacionades amb l'heterosexualitat. El Llibre del Gènesi afirma que Déu va crear les dones perquè «No és bo que l’home estigui sol. Li faré una ajuda que li faci costat», i «Per això l’home deixarà el seu pare i la seva mare, i s'unirà a la seva dona, i seran una sola carn.»
En la seva major part, les tradicions religioses del món reserven el matrimoni a les unions heterosexuals, però hi ha excepcions que inclouen certes tradicions budistes i hinduistes, Unitarisme Universalistes, Esglésias de la Comunidad Metropolitana, algunes diòcesis de l'Església Anglicana del Canadà, i algunes diòcesis Quaker i congregacions de l'Església Unida del Canadà i Judaisme reformista i conservador.
Gairebé totes les religions creuen que el sexe entre un home i una dona dins del matrimoni està permès, però hi ha algunes que creuen que és un pecat, com ara els Shakers, els Harmonistes i el Ephrata Cloister. Aquestes religions tendeixen a veure totes les relacions sexuals com a pecadores, i promouen el celibat. Algunes religions requereixen el celibat per a determinats papers, com ara pel de sacerdot catòlic; tanmateix, l'Església Catòlica també considera el matrimoni heterosexual com a sagrat i necessari.

### Heteronormativitat i heterosexisme

Aquesta imatge s'utilitza sovint a les samarretes d'Orgull Hetero.

L'heteronormativitat denota o es relaciona amb una visió del món que promou l'heterosexualitat com l'orientació sexual normal o preferida per a les persones. Pot assignar rols de gènere estrictes a homes i dones. El terme va ser popularitzat per Michael Warner el 1991. La feminista Adrienne Rich argumenta que l'heterosexualitat obligatòria, una reafirmació contínua i repetida de les normes heterosexuals, és una faceta de l'heterosexisme. L'heterosexualitat obligatòria és la idea que l'heterosexualitat femenina és alhora assumida i aplicada per una societat patriarcal. Aleshores, l'heterosexualitat és vista com la inclinació o obligació natural d'ambdós sexes. En conseqüència, qualsevol persona que difereix de la normalitat de l'heterosexualitat es considera desviada o abominable.
L'heterosexisme és una forma de biaix o discriminació a favor de la sexualitat i les relacions de sexe oposat. Pot incloure la suposició que tothom és heterosexual i pot implicar diversos tipus de discriminació contra gais, lesbianes, bisexuals, asexuals, persones heteroflexibles o persones transgènere o de gènere no-binari.
L'Orgull Hetero és un eslògan que va sorgir a finals dels anys vuitanta i principis dels noranta i que ha estat utilitzat principalment pels grups conservadors com a posició i estratègia política. El terme es descriu com una resposta a l'orgull gai adoptada per diversos grups LGBT a principis dels anys setanta o als allotjaments proporcionats a les iniciatives de l'orgull gai.

## Demografia
En la seva revisió de la literatura de 2016, Bailey i altres van afirmar que "esperen que en totes les cultures la gran majoria de les persones estiguin sexualment predisposades exclusivament a l'altre sexe (és a dir, heterosexuals)" i que no hi ha proves convincents que la demografia de l'orientació sexual variïs molt en el temps o el lloc. L'activitat heterosexual només entre un home i una dona actualment és el tipus més comú d'activitat sociosexual.
Segons diversos estudis importants, entre el 89% i el 98% de les persones han tingut només contactes heterosexuals durant la seva vida.